# Angriff auf die Oblast Belgorod 2023
Im Mai und Juni 2023 kam es zu wiederholten Angriffen auf die russische Oblast Belgorod im Rahmen des Russisch-Ukrainischen Kriegs, bei dem ukrainische Kräfte mehrere Kilometer in russisches Gebiet eindrangen; die Angreifer zogen sich meist nach wenigen Stunden zurück. Die Umstände der Angriffe und die Identität der Angreifer waren zunächst unklar.

## Hintergrund
Seit dem Beginn der russischen Invasion in der Ukraine wurden mehrere Angriffe in Westrussland verzeichnet, insbesondere in den Oblasten Brjansk, Kursk und Belgorod. Russland beschuldigte die Ukraine, für diese Angriffe verantwortlich zu sein. Die Ukraine übernahm weder die Verantwortung, noch bestritt sie offiziell, damit etwas zu tun zu haben.
Anfang Februar 2023 gab es Behauptungen der Behörden der Brjansk-Oblast, dass sie ihre Grenze zur Ukraine verstärkt hätten. Alexander Bogomaz, der Gouverneur der Brjansk-Oblast, veröffentlichte auf seinem Telegram-Kanal Fotos von einem Treffen mit „Kommandeuren der Gruppe, die die Grenze schützt“. Er erklärte, dass „die Arbeit, die bei der Errichtung von Schutzstrukturen und Stützpunkten geleistet wurde, von der Führung der russischen Streitkräfte sehr geschätzt wurde“.
Bereits im März 2023 hatte sich das Russische Freiwilligenkorps, eine rechtsextreme russische nationalistische Gruppierung, die gegen die russische Regierung kämpft, für einen kurzen Vorstoß in die angrenzende Oblast Brjansk verantwortlich erklärt.
Am 22. Mai 2023 gaben die russischen Behörden bekannt, eine bewaffnete Sabotage- und Aufklärungsgruppe habe die russische Grenze zu der Oblast Belgorod überschritten. Berichten zufolge griffen zwei oppositionelle russische Partisanengruppen, die der Irpin-Erklärung treu sind – die Legion Freiheit Russlands und das Russische Freiwilligenkorps – Ziele in der Rajon Grajworonski an. Ihr Ziel sei es gewesen, eine entmilitarisierte Zone in Belgorod zu schaffen, um die Ukraine vor russischen Angriffen zu schützen. Die Legion Freiheit Russlands behauptete, dass die Gruppen die Kontrolle über mehrere Siedlungen im Bezirk übernommen hätten. Als Reaktion darauf verhängte der Gouverneur der Oblast Belgorod, Wjatscheslaw Gladkow, Beschränkungen zur Terrorismusbekämpfung in der Region, um den Einmarsch und die Partisanenaktivitäten zu bekämpfen.
Es handelte sich um den bis dahin größten Angriff auf russisches Gebiet seit dem Einmarsch Russlands in der Ukraine im Februar 2022.

## Angriffe

### 22. Mai bis 25. Mai 2023

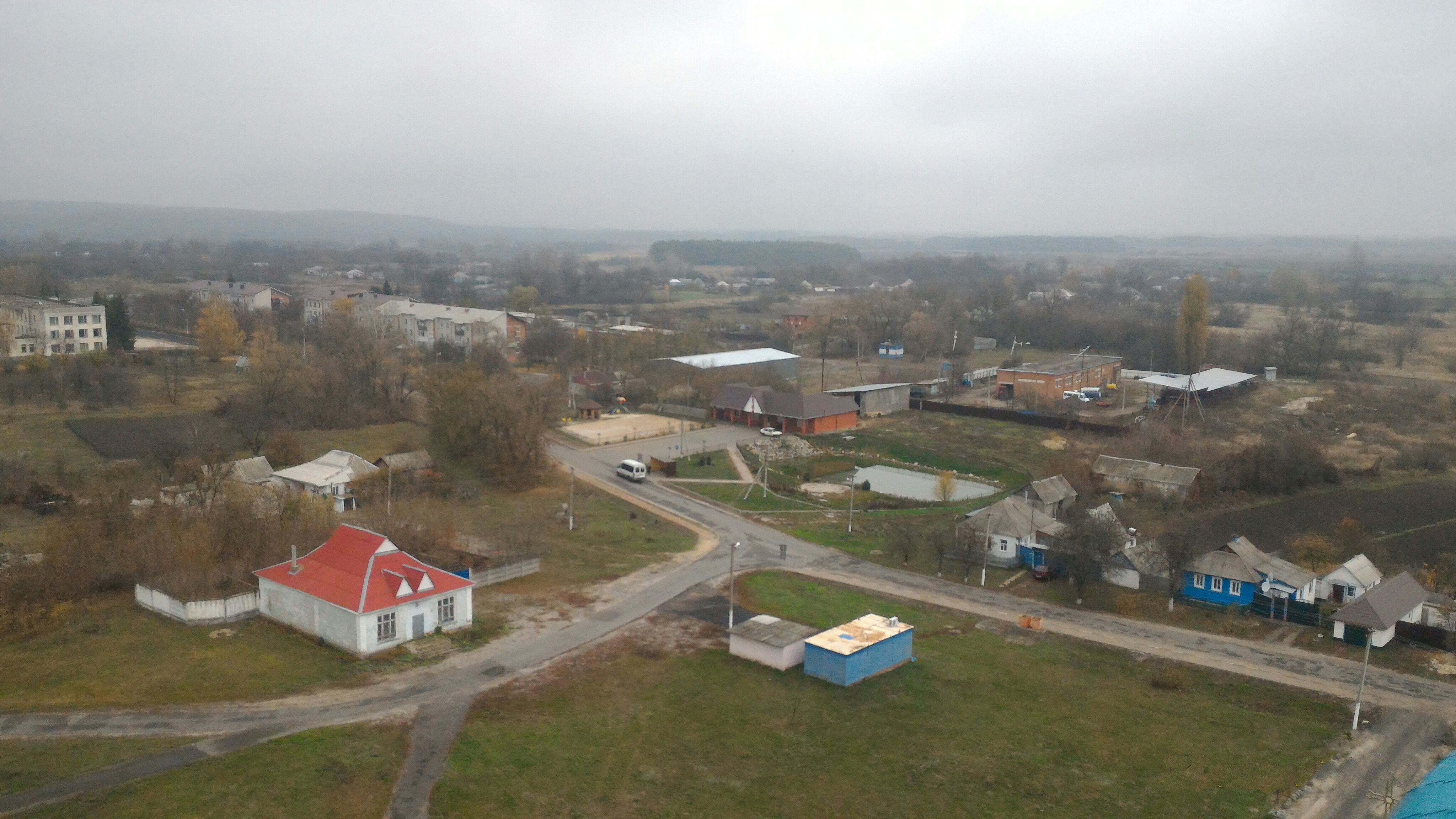
Im Jahr 2019 wurde diese Luftaufnahme des Grenzdorfs Kosinka erstellt. Dieses Dorf wurde am 22. Mai 2023 zum Schauplatz des Angriffs von pro-ukrainischen Kräften auf russisches Gebiet.

Am 22. Mai 2023 wurden in russischen Telegramkanälen Aufnahmen veröffentlicht, die einen eindeutigen militärischen Angriff auf den Grenzkontrollpunkt in der Rajon Grajworonski in der Oblast Belgorod zeigten. Später an diesem Tag verkündete der Gouverneur der Oblast Belgorod, Wjatscheslaw Gladkow, über Telegram, dass eine „ukrainische militärische Sabotage- und Aufklärungsgruppe“ in den Bezirk eingedrungen sei. Er erklärte, dass die russischen Streitkräfte „die erforderlichen Maßnahmen ergreifen, um den Feind zu eliminieren“. Der Gouverneur behauptete, dass es in der Region zu Explosionen und Drohnenangriffen auf Gemeinden gekommen sei. Berichten zufolge wurden bei dem Angriff, bei dem das Rathaus beschädigt wurde, der stellvertretende Leiter der Stadtverwaltung von Graiworon und zwei Rettungskräfte verletzt.
Die Legion Freiheit Russlands und das Russische Freiwilligenkorps beanspruchten die Verantwortung für den Angriff und erklärten, dass beide Organisationen gemeinsam die Dörfer Kosinka, Gora-Podol, und Glotowo „befreit“ hätten. Sie gaben an, dass ihre Vorhut die örtliche Bezirkshauptstadt Graiworon erreicht habe.
Russische Telegramkanäle, die den Krieg befürworteten, berichteten hingegen, dass es Kämpfe in Kosinka gab, aber das Dorf nicht erobert worden sei. Darüber hinaus veröffentlichten Kämpfer des Russischen Freiwilligenkorps Fotos ihrer Mitglieder vor Straßenschildern der Siedlung Besljudowka in der Oblast Belgorod sowie von Ljubimowka und Tschurowitschi in der benachbarten Oblast Brjansk.
Insbesondere Kosinka geriet unter Beschuss. Laut Gladkow wurden mindestens 29 Privathäuser beschädigt. In 14 Siedlungen gab es kein Licht. Während des Einmarsches veröffentlichte die Legion Freiheit Russlands Videos, in denen zu sehen war, wie im Zentrum von Moskau die russische Oppositionsflagge in Weiß-Blau-Weiß mit Hilfe von Luftballons gehisst wurde. Die Flagge, die von der Legion verwendet wird, orientiert sich an deren Design.
Am Abend des 22. Mai verkündete Gladkow, dass zur Bekämpfung des Terrorismus in der gesamten Oblast Belgorod Maßnahmen ergriffen werden. Diese beinhalten die Pflicht für Bürger, ihre Identität nachzuweisen, sowie die Einstellung von Industrien, die gefährliche Stoffe verwenden. Um die Sicherheit der Informationen zu gewährleisten, wurden die Kommunikation und der Verkehr eingeschränkt. Gladkow gab außerdem bekannt, dass die Oblastregierung von Belgorod in Zusammenarbeit mit lokalen Beamten und dem Ministerium für Notfallsituationen begonnen habe, die Zivilbevölkerung in den Grenzdörfern von Haus zu Haus zu evakuieren. Er erwähnte, dass der „größte Teil der Bevölkerung“ evakuiert worden sei. Dies betraf laut Gladkow die Orte Graiworon, Nowostrojewka, Gorkowskoje, Besymeno, Mokraja Orlowka, Glotowo, Gora-Podol, Samostje, Spodarjuschino. Bei der Evakuierung starb eine Frau in einem der Busse.
Laut ukrainischen Behörden begannen russische Streitkräfte mit der dringenden Sicherstellung von Nuklearwaffenbeständen aus der Anlage Belgorod-22. Der Standort gehört zur Militäreinheit 25624 der 12. Hauptdirektion. Laut Kommersant starben am Vormittag zwei russische Soldaten bei einem Angriff auf eine russische Militäreinheit in der Militärsiedlung Belgorod-22. Dieser Angriff durch einen Uragan-Raketenwerfer soll vom Territorium der Ukraine ausgegangen sein und zudem vier Verletzte zur Folge gehabt haben.
Das russische Verteidigungsministerium gab am 23. Mai in einer Erklärung bekannt, dass der Angriff gestoppt und die Kämpfer auf ukrainisches Territorium zurückgedrängt wurden. Es wird behauptet, dass dabei mehr als 70 Nationalisten, die Ukrainer waren, getötet wurden. Denis Nikitin, Anführer des Russischen Freiwilligenkorps, dementierte diese Verlustzahlen. Am Nachmittag wurde die Terrorismusbekämpfungsstrategie entsprechend aufgehoben. Zudem veröffentlichte das russische Verteidigungsministerium Bilder verlassener Militärfahrzeuge, die aus dem Westen stammten.

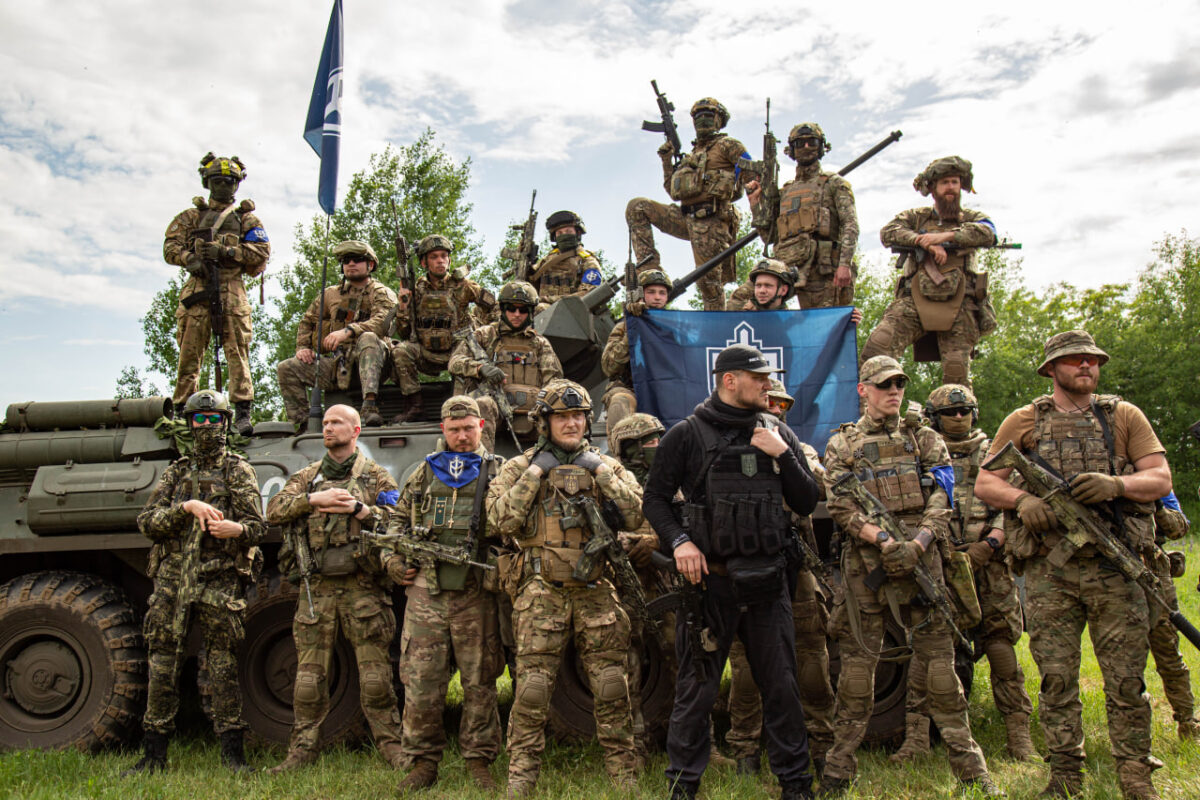
Pressekonferenz des Russischen Freiwilligenkorps 24. Mai 2023

Im Gegensatz dazu erklärte die Legion Freiheit Russlands in einem Telegrampost am Morgen, dass ihre Streitkräfte die Befreiung der Region fortsetzen. Das Russische Freiwilligenkorps (RDK) betonte, dass seine Mitglieder nicht getötet wurden und keine Ausrüstung verloren ging. Es stellte klar, dass die militärischen Tarnmuster, die auf einem Foto, das von russischen Beamten verbreitet wurde, auf der Kleidung der Personen zu sehen sind, verpixelte Muster sind, die sich von den MultiCam-Mustern unterscheiden, die von den RDK-Mitgliedern getragen werden. Später am Tag veröffentlichte das RDK ein Foto, auf dem es angeblich in Gogolewka, einem Dorf in der Oblast Kursk, einmarschiert. Readovka erklärte, dass russische regierungsfeindliche Kräfte in Bogun-Gorodok im Rajon Borissowski in der Oblast Belgorod eingedrungen seien.
Nach Berichten in Videos wurde am selben Tag das FSB-Büro in der Stadt Belgorod durch einen Drohnenangriff beschädigt, das sich etwa 80 Kilometer von der Kampfzone entfernt befindet. Die BBC konnte feststellen, dass ein FSB-Gebäude getroffen wurde, aber es war unklar, was den Schaden verursacht hat.
Das Russische Freiwilligenkorps und die Legion Freiheit Russlands veranstalteten eine gemeinsame Pressekonferenz am 24. Mai auf ukrainischem Territorium und erklärten, dass der Angriff ein Test gewesen sei, um zu sehen, wie schnell die Russische Föderation auf derartige Angriffe reagieren könne. Man sei sich aber bewusst, dass man bisher nicht ausreichend Mitglieder habe, um derartige Gebiete dauerhaft zu kontrollieren. Sie präsentierten der Öffentlichkeit zudem erobertes Militärgerät. Der Gouverneur Gladkow benannte die Distrikte Borissowski, Wolokonowski, Grajworonski, Krasnojaruschski, Schebekinski und Jakowlewski rajon als direkt von Angriffen betroffen. Laut Gladkow gab es zudem insgesamt acht Drohnenangriffe auf die Stadt Belgorod „in den letzten Tagen“.
Bereits am nächsten Tag, dem 25. Mai 2023, kam es zu einer weiteren, nur kurz andauernden Razzia des Russischen Freiwilligenkorps in Glotowo.

### 1. Juni  bis 12. Juni 2023
Am 1. Juni 2023 erfolgte erneut ein größerer Angriff auf das Gebiet südlich von Belgorod. Das russische Verteidigungsministerium vermeldete, drei Angriffe auf die Grenze bei Belgorod erfolgreich zurückgeschlagen zu haben. Dabei habe man 50 Angreifer getötet und vier gepanzerte Fahrzeuge zerstört. In der Folge kam es aber nachweislich zu Kampfhandlungen in Nowaja Tawolschanka und zu Angriffen auf die benachbarte Stadt Schebekino, welche bereits in den Tagen zuvor dreimal beschossen worden war.
Das Russische Freiwilligenkorps bezeichnet diesen Angriff als Beginn der zweiten Phase. Laut ersten Einschätzungen handelte es sich aber erneut um eine zeitlich begrenzte Razzia. In Schebekino wurde dabei laut Gouverneur Gladkow eine Unterkunft neben dem Gebäude der Stadtverwaltung mit Grad-Raketen in Brand geschossen, ein Verwaltungsgebäude wurde beschädigt. In Belgorod kam es laut Gladkow zu einem Drohnenangriff mit zwei Verletzten. Insgesamt wurden neun Verletzte in der Region gemeldet. Es kam zu Flucht und Evakuierung der Zivilbevölkerung. In Belgorod wurden deshalb sechs Notunterkünfte geschaffen. Die Unterbringungszentren, zu denen auch die Belgorod-Arena gehört, sollten Raum für 3000 Menschen bieten.
In Maslowa Pristan starben am 2. Juni beim Beschuss der Siedlung zwei Frauen in einem Auto, das von herumfliegenden Teilen getroffen wurde. In Sobolewka wurden bei einem Raketenangriff zwei Menschen getötet und sechs verletzt. Der Eisenbahn- und Straßenverkehr im besonders betroffenen Distrikt Schebekino wurde bis zum 30. Juni ausgesetzt. Die Zahl der Evakuierten wurde durch Gladkow mit 2500 angegeben. In den benachbarten Oblasten Brjansk, Kursk und Smolensk wurden ebenfalls Luftangriffe gemeldet. Für die Oblast Belgorod wurden insgesamt fünf Tote und 16 Verletzte bekannt gegeben.
Die Legion Freiheit Russlands vermeldete, dass sie sich weiterhin im Kampf um Nowaja Tawolschanka befinde und dass sie mehrere Verletzte zu beklagen habe. Laut ihren Angaben geht der Beschuss der Ortschaften nicht von ihnen aus, sondern es handele sich um Angriffe der Russischen Föderation auf Privatfahrzeuge, die diese für Saboteurgruppierung halten würden. Bei einem solchen Vorfall seien bei Nowaja Tawolschanka zwei Zivilisten gestorben.
Die Evakuierungen insbesondere in der Gegend von Schebekino wurden am 3. Juni fortgesetzt und hunderte Kinder nach Zentralrussland (Oblast Kaluga und Oblast Jaroslawl) gebracht, so dass mittlerweile 4000 Evakuierte gemeldet wurden. In Sobolewka wurden durch Beschuss zwei Menschen getötet und zwei verletzt. Am 9. Juni vermeldete das Russische Freiwilligenkorps, dass eines seiner Mitglieder am 3. Juni beim Kampf um Nowaja Tawolschanka getötet worden sein.
Das Russische Freiwilligenkorps gab am 4. Juni bekannt, dass sie mehrere Gefangene gemacht hätten. Sie zeigten diese und berichteten, dass ihnen Gouverneur Gladkow Verhandlungen zur Zukunft der Oblast Belgorod im Austausch für die Gefangenen zugesagt habe, aber nicht wie vereinbart erschienen sei, weshalb die Gefangenen nun der Ukraine übergeben würden. Das russische Verteidigungsministerium vermeldete erneut, die Angreifer vertrieben zu haben.
Das Russische Freiwilligenkorps vermeldete am 5. Juni, Nowaja Tawolschanka eingenommen zu haben und seit mehr als einem Tag zu kontrollieren. Alle einst 5000 Einwohner hätten demnach den Ort verlassen.
Zudem berichteten die beiden Angreifergruppen, dass ein Oberst getötet worden sei. Der Gouverneur Gladkow gab an, neun Anwohner seien in den vergangenen drei Tagen durch Beschuss getötet worden.
Am 7. Juni veröffentlichte die russische Nachrichtenagentur RIA Novosti Videos, die belegen sollen, dass die russische Armee den menschenleeren Ort Nowaja Tawolschanka wieder unter Kontrolle gebracht hat. Ungefähr die Hälfte aller Bewohner hatte mittlerweile Schebekino verlassen. Am 8. Juni wurden erneute Scharmützel bei Nowaja Tawolschanka gemeldet. Die russische Armeeführung entschied trotz der wiederholten Angriffe auf eine verstärkte Bewachung der Grenze zu verzichten, da Grenztruppen nur leicht bewaffnet und stationär auch leicht anzugreifen seien sowie aufgrund der Länge der Grenze. Der Beschuss vom Gebiet der Ukraine aus würde damit zudem ebenfalls nicht unterbunden, hieß es.
Am 10. Juni wurde die Zahl der verbliebenen Einwohner von Schebekino mit 2703 angegeben. Demnach hatten mittlerweile 95 Prozent der Bevölkerung die Stadt verlassen. Sie kamen in den Oblasten Lipezk, Woronesch, Tula, Pensa, Podolsk, Tomsk, Jaroslawl und Kaluga sowie auf der Krim unter.

## Opferzahlen
Die Angaben der Opferzahlen weichen stark voneinander ab. Das Russische Freiwilligenkorps gab am 24. Mai an, dass sie mit zwei Verletzten zurückkehrten, die Legion Freiheit Russlands vermeldete zwei Tote und zehn Verletzte. Das russische Verteidigungsministerium behauptete hingegen, dass mehr als 70 „ukrainische Terroristen“ getötet worden wären und man sie selbst noch nach dem Rückzug in die Ukraine erfolgreich attackiert hätte. Im Gegenzug behaupteten die Angreifer, sie hätten mehr als 50 russische Soldaten getötet. Hierzu gab es keine Äußerungen der Russischen Föderation. Lediglich ein Raketenangriff auf die Militärsiedlung Belgorod-22 wurde in Russland bekannt, bei dem zwei Soldaten getötet und vier verletzt worden sein sollen.
Angaben zu den zivilen Opfern gab es nur von Vertretern der Russischen Föderation, die von insgesamt zwei Toten und dreizehn Verletzten sprachen. Einer der beiden Todesfälle ereignete sich während der Evakuierung in einem der Busse, der andere in Kozinka.
Auch bei der zweiteren größeren Aktion Anfang Juni wurden nur unzureichende Angaben zu Opfern gemacht, die sich zudem nicht unabhängig prüfen lassen: Russland behauptete bereits am 1. Juni 2023, dass man 50 Angreifer getötet habe und räumte bis zum 5. Juni neun tote Zivilisten ein. Wie viele eigene Soldaten getötet wurden, wurde nicht vermeldet. Die Angreifer sprachen lediglich von Verletzten auf der eigenen Seite und meldeten die Tötung eines russischen Militärangehörigen.

## Ukrainische Beteiligung
Ukrainische Behörden bestritten, dass die ukrainischen Streitkräfte direkt am Überfall beteiligt seien. Russische Beamte beharrten darauf, dass die Kämpfer ukrainische Soldaten seien.
Die Legion Freiheit Russlands wurde als Teil der ukrainischen Streitkräfte bezeichnet, die unter dem Dach der Internationalen Legion der Ukraine agieren. Ukrainische Beamte erklärten jedoch, dass die Legion der Freiheit Russlands „Teil der Verteidigungs- und Sicherheitskräfte“ sei, wenn sie in der Ukraine aktiv seien, während sie außerhalb des Landes unabhängig von der Ukraine operieren.

Die Flagge der „Volksrepublik Belgorod“

Ukrainische Quellen begannen, ein Foto zu verbreiten, auf dem drei Soldaten zu sehen sind, die angeblich am Einmarsch beteiligt waren. Sie riefen eine sogenannte „Volksrepublik Belgorod“ aus und hielten eine Flagge der vermeintlichen Republik in der Hand. In den ukrainischen sozialen Medien wurden nach dem Einmarsch Internet-Memes über die Gründung dieser Einheit verbreitet. Es handelte sich dabei um eine Satire auf die prorussischen Volksrepubliken Donezk und Lugansk.

## Staatliche Reaktionen

### Ukraine
Gemäß Andrij Jusow, dem Sprecher der ukrainischen Agentur für militärische Intelligenz (HUR), gab es am 22. Mai eine Invasion durch das russische Freiwilligenkorps und die Legion Freiheit Russlands. Ihr Ziel war es, „Gebiete zu befreien“ und einen Sicherheitskorridor zum Schutz der ukrainischen Zivilbevölkerung zu schaffen. Jusow erklärte, dass die Angreifer ausschließlich russische Staatsbürger waren.
Der ukrainische Präsident Wolodymyr Selenskyj betonte ebenfalls, dass die ukrainische Regierung nichts mit dem Einmarsch zu tun habe. Er machte eine organisierte gewalttätige Widerstandsbewegung in Russland dafür verantwortlich.

### Russland
Der Sprecher des Kremls, Dmitri Peskow, erklärte, dass der Angriff von der Ukraine als Ablenkungsmanöver diene, um die Aufmerksamkeit von Bachmut abzulenken und die politischen Auswirkungen der Niederlage von Bachmut für die ukrainische Seite zu minimieren. Er teilte mit, dass der russische Präsident Wladimir Putin über den Vorfall informiert wurde. Denselben Verdacht äußerte Igor Konaschenkow, Sprecher des russischen Verteidigungsministeriums, zumal auf einem der zerstörten Fahrzeuge „Für Bachmut“ (russisch За Бахмут Za Bachmut) zu lesen war.

### Vereinigte Staaten
Matthew Miller, der Sprecher des US-Außenministeriums, betonte, dass die Vereinigten Staaten keine Angriffe außerhalb der Grenzen der Ukraine erlauben oder unterstützen würden. Er stellte klar, dass Russland den Konflikt in der Ukraine initiiert hat und es daher an der Ukraine liegt, zu entscheiden, wie sie ihre militärischen Operationen durchführen möchte.
Nach Angaben des ISW (Institute for the Study of War) reagierte der russische Online-Milblogger-Raum auf den Einmarsch mit Panik, Zersplitterung und Inkohärenz. Dies entspricht den vorherigen Reaktionen auf bedeutende Informationsschocks. Der Leiter der Wagner-Gruppe, Jewgeni Prigoschin, beschuldigte das russische Verteidigungsministerium, Russland und seine Grenzen nicht verteidigen zu können.